# Dolichos pratensis
Dolichos pratensis là một loài thực vật có hoa trong họ Đậu. Loài này được (E.Mey.) Taub. miêu tả khoa học đầu tiên.